# À la recherche de l'ultra-sex
Pour plus de détails, voir Fiche technique et Distribution.
À la recherche de l'ultra-sex est un film français écrit, réalisé et doublé par Nicolas Charlet et Bruno Lavaine sorti en 2015.

## Synopsis
Le film s'appuie sur des archives de films X des années 1970 et 1980, récemment déclassifiées par le Federal Bureau of Investigation. Le film est une comédie avec de la science-fiction parlant d'une intervention de la « Confédération intergalactique sur Terre » après la disparition de la matrice sexuelle universelle, l'« Ultra-Sex », qui gère la libido des humains. De plus, le film détourne des scènes de dialogues de films pornographiques.

## Production

### Genèse du film
Le 4 novembre 2014, pour ses 30 ans, Canal+ confie à des personnalités historiques de la chaîne des programmes originaux, dont un long métrage autour du thème du cinéma X. Nicolas Charlet et Bruno Lavaine créent Message à caractère pornographique un film de montage et de détournement de 62 minutes sur le principe du Message à caractère informatif mais à partir d'extraits de films pornographiques, film par la suite distribué dans les salles sous le titres À la recherche de l'ultra-sex.
Après avoir visionné environ 2 500 films X vintage datant de 1974 à 1995 et interrogé des employés de l'industrie pornographique hexagonale, ils montent et détournent une centaine de séquences de films pour créer une nouvelle histoire. Les deux réalisateurs assurent le montage et le doublage eux-mêmes.

### Projections et sortie en salles
Le 6 et le 10 novembre 2014, ils sont invités par le Palais de Tokyo pour deux soirées consacrées à leur travail, : deux avant-premières de À la recherche de l'ultra-sex suivies d'une Master Class devant un public de 450 personnes, avec des doublages en direct, une dégustation de foodporn et un débat avec le public.
Le 11 décembre 2014, l'ARP organise au Cinéma des cinéastes une double projection de La Classe américaine de Michel Hazanavicius et de la nouvelle version de À la recherche de l'ultra-sex.
En mars 2015, le Festival international de films de Fribourg sélectionne le film pour une projection de minuit. Nicolas et Bruno y prolongent l'expérience du happening autour de la projection, avec une chorégraphie du Robot Daft-Peunk, un des personnages du film, et un atelier où le public peut venir s'essayer au doublage sur des extraits du film. En France et en Suisse, plusieurs salles programment le film. Au Luminor à Paris, le film est projeté en résidence tous les samedis soirs.
Le 5 juin 2015, une soirée est organisée autour du film au Max Linder Panorama, avec une animation assurée par les deux réalisateurs, la projection du faux making-of inédit en salle, Dans les coulisses du Message à caractère informatif, et une démonstration de doublage en direct devant 650 personnes par Tabatha Cash et les comédiens de doublage Patrick Poivey, Lionel Henry, Éric Missoffe et Gilbert Levy.
Le 30 septembre 2015, In Search of the Ultra-Sex (version sous-titrée de À la recherche de l'ultra-sex) est projeté aux États-Unis à Austin (Texas) dans le cadre du Fantastic Fest où il est sélectionné,,, puis le 3 octobre à l'American Cinematheque (en) à Hollywood, dans le célèbre Grauman's Egyptian Theatre, lors du Beyond Fest. Le film est également sélectionné à l'Ithaca International Film Festival de New York, au Festival international du film grolandais à Toulouse, au Festival du film de fesses de Paris (film de clôture) et au Festival international du film indépendant de Bordeaux pour une projection de minuit hors compétition.
Le 20 novembre 2015, À la recherche de l'ultra-sex est programmé au Studio Galande qui l'accueille en résidence tous les vendredis et samedis soir. Le cinéma parisien Le Luminor Hotel de Ville prend ensuite le relais de la programmation tous les samedis soirs de l'été 2016 et 2017.
Le film est sélectionné au My French Film Festival 2017 dans la catégorie "Midnight screenings".
Le 29 mars 2018, le film sort en Allemagne sous le titre "Auf der Suche nach dem Ultra-Sex" dont le doublage est assuré par deux humoristes allemands, Oliver Kalkofe et Peter Rütten[réf. souhaitée].

### Promotion
Sur France Inter, Rebecca Manzoni remarque que « le film vit sa vie en salle, sans promo ni affiche, son succès il le doit juste au bouche à oreille »

## Accueil critique
Dès sa première diffusion sur Canal+ et sa projection au Palais de Tokyo dans le cadre des 30 ans de la chaîne, le film reçoit des critiques positives. Les Inrockuptibles annoncent « le nouveau détournement d'anthologie du duo le plus drôle du pays », tandis que Le Monde raconte un « éclat de rire permanent garanti ». Pour Télérama, la critique est elle aussi positive,. L'Express commente que « À travers leur film, Nicolas et Bruno fêtent non seulement la culture X mais aussi celle du détournement ».
La presse étrangère commente aussi sur le film lorsqu'il est projeté en salles. Time Out parle de "collage tordant, au montage godardien, à l'ironie trash et au surréalisme velu", et La Liberté de Fribourg "d'une heure de fous rires". Après l'avoir vu au Fantastic Fest d'Austin, The Daily Beast parle de "space-opéra brillamment dérangé".

## Produits dérivés
En novembre 2016 est édité un « Flimvre » (livre+DVD) À la Recherche de l'Ultra-sex de 208 pages aux Éditions Nova en tirage limité.
Nicolas & Bruno créent un "Plat Ultrasex" en collaboration avec le chef étoilé Iñaki Aizpitarte et un "Cocktail Ultrasex" avec Eric Fossard.
Du 17 novembre 2016 au 15 janvier 2017, le duo présente à Paris à la Galerie Clémentine de la Feronnière, une série photographique inédite autour d'un des personnages du film: "Robot Daft Peunk- First Step on Earth". L'exposition entame ensuite une tournée internationale en Belgique à Bruxelles à la Galerie Relief. Puis en août 2017 à Namur dans le cadre d'une Carte Blanche offerte aux réalisateurs-photographes au Festival de l'Intime.

## Fiche technique
- Titre : À la recherche de l'ultra-sex
- Scénario, Dialogues et Réalisation : Nicolas Charlet et Bruno Lavaine
- Voix : Nicolas Charlet et Bruno Lavaine
- Montage : Nicolas Charlet et Bruno Lavaine
- Prise de son et mixage : Thomas Charlet
- Montage son : Emmanuel Augeard
- Bruitage : Nicolas Charlet et Bruno Lavaine
- Superviseur Musical : Jean Croc
- Production : Synecdoche
- Distribution: Synecdoche (France)
- Genre : comédie
- Durée : 59 minutes
- Pays d'origine :  France
- Format : couleur - 2,35:1
- Dates de sortie :
  - France : 10 juin 2015
- DVD France : Novembre 2016 aux Editions Nova[38]